# Willem de Haan (componist)
Willem de Haan (Rotterdam, 24 september 1849 – Berlijn, 26 september 1930) was een Nederlands componist en dirigent.
Hij is zoon van koopman Johannes Jacobus de Haan en Catarina Sara Stronck. Hij was getrouwd met Nina Schleuning. Dochter Hanna trouwde met schrijver Karl Wolfskehl. Willem de Haan werd begraven op het Alte Friedhof in Darmstadt.
Hij was voorbestemd om de handel in te gaan, maar wendde zich toch tot de muziek. Hij kreeg zijn muziekopleiding in zijn geboorteplaats van W. Hutschenruyter, Willem Nicolaï en Samuel de Lange jr. In 1870 vertrok hij naar Leipzig om daar voor een jaar verder te leren aan het plaatselijk conservatorium en daarna bij Woldemar Bargiel. Hij beleefde studiereizen naar Wenen, Berlijn, München en Keulen. In 1873 werd hij op voorspraak van Ferdinand von Hiller en Friedrich Gernsheim muziekdirecteur bij zangvereniging Caecilia in Bingen am Rhein. Vanaf 1876 gaf hij leiding aan de Mozartverein in Darmstadt, werd in 1877 tweede kapelmeester bij het orkest van het Hoftheater aldaar en het jaar daarop eerste dirigent. Hij verbleef er tot 1914; in 1919 trok hij zich geheel terug uit de muziekwereld. Hij voerde naast het operarepertoire ook eigen werk uit. In 1923 vestigde hij zich definitief in Berlijn bij zijn dochter.
Hij was liefhebber van de muziek van Richard Wagner. Zo dirigeerde De Haan in 1894 Wagners Siegfried en Götterdämmerung bij het Concertgebouworkest; in 1904 gaf hij bij datzelfde orkest leiding aan uitvoeringen van zijn eigen Het lied van worden en vergaan.
Een aantal werken:
- Die kleine Seejungfrau (ouverture, 1872)
- Der Köningssohn (een ballade)
- Der Kaiserstochter (opus 12, opera, 1885)
- Das Grab in Busento (ballade voor mannenkoor en orkest)
- Macbeth (toneelmuziek)
- Die Inca-Söhne (opera, 1895, verhaal in 13e-eeuws Peru)
- Zwei Symphonische Sätze (opus 14, opgedragen aan de Maatschappij tot bevordering der Toonkunst)
- Harpa (opus 10; gemengd koor en orkest, beleefde uitvoeringen in Nederland)
- Das Lied vom Werden und Vergehen (1904, Het lied van worden en vergaan)
- Das Märchen und das Leben (1911)
- Vioolsonate (opus 3)

Hij kreeg een aantal onderscheidingen:
- 1891: Ridder in de Orde van Philipp de Grootmoedige
- 1894: Gouden medaille van verdiensten voor wetenschap en kunst
- 1896: Drager van Orde van Sint-Stanislaus (2e klasse)
- 1903: Benoeming in de Hofraad
- 1910: Erekruis in de Orde van Philipp de Grootmoedige
- 1910: Drager van Orde van Sint-Anna
- 1913: Benoeming in de geheime hofraad
- 1917: Komturkreuzes II. Klasse des Sterns von Brabant

- Gemeinsame Normdatei: 116346418
- International Standard Name Identifier: 0000 0000 1039 6900
- Library of Congress Control Number: no2013001292
- Nederlandse Thesaurus van Auteursnamen: 149140851
- Virtual International Authority File: 62298030
- WorldCat: E39PBJy8yRxkKtV4dmx6mWgFrq